# 何金碧
何金碧（1964年11月—），陕西西安人，汉族，陕西西安迈科集团创始人及董事局主席，曾任第十三届全国人民代表大会陕西省代表。

## 生平
2018年，何金碧被选为陕西省出席第十三届全国人民代表大会代表。